# Al-Zarrar
O Al-Zarrar é um tanque de guerra desenvolvido pela empresa paquistanesa HIT para o exército do país. O projeto de desenvolvimento teve participação da empresa KMDB, na Ucrânia.
É uma versão reconstruída e melhorada do blindado chinês Type 59, mais barato e moderno, com novos equipamentos e sistemas de defesa.
O programa de desenvolvimento do Al-Zarrar começou em 1990, e os primeiros 80 veículos atualizados foram entregues ao exército paquistanês em fevereiro de 2004.

## Histórico
Quando o Exército do Paquistão avaliou que seu inventário de origem chinesa de tanques Type 59 era muito grande para ser descartado e substituído, um programa de atualização em fases foi iniciado pela Heavy Industries Taxila (HIT), em 1990. A ideia era atualizar poder de fogo, mobilidade e proteção dos Type 59 para lhes permitir competir em um campo de batalha moderno por uma fração do custo de um tanque de guerra moderna (MBT). 
A primeira fase do programa de modernização foi concluída em 1997. A segunda teve início em 1998, quando a HIT empreendeu desenvolvimento e testes de um novo tanque, um Type 59 reconstruído, com mais de 50 modificações, resultando em três protótipos com especificações ligeiramente diferentes (diferentes sistemas de controle de tiro, por exemplo). Muitos sistemas originalmente desenvolvidos para o Al-Khalid MBT foram incorporados. Os protótipos foram submetidos a testes extensivos da HIT e do Exército do Paquistão, que selecionou a versão final do tanque, chamado Al-Zarrar. A HIT começou a produção completa do Al-Zarrar em 2003.

## Descrição

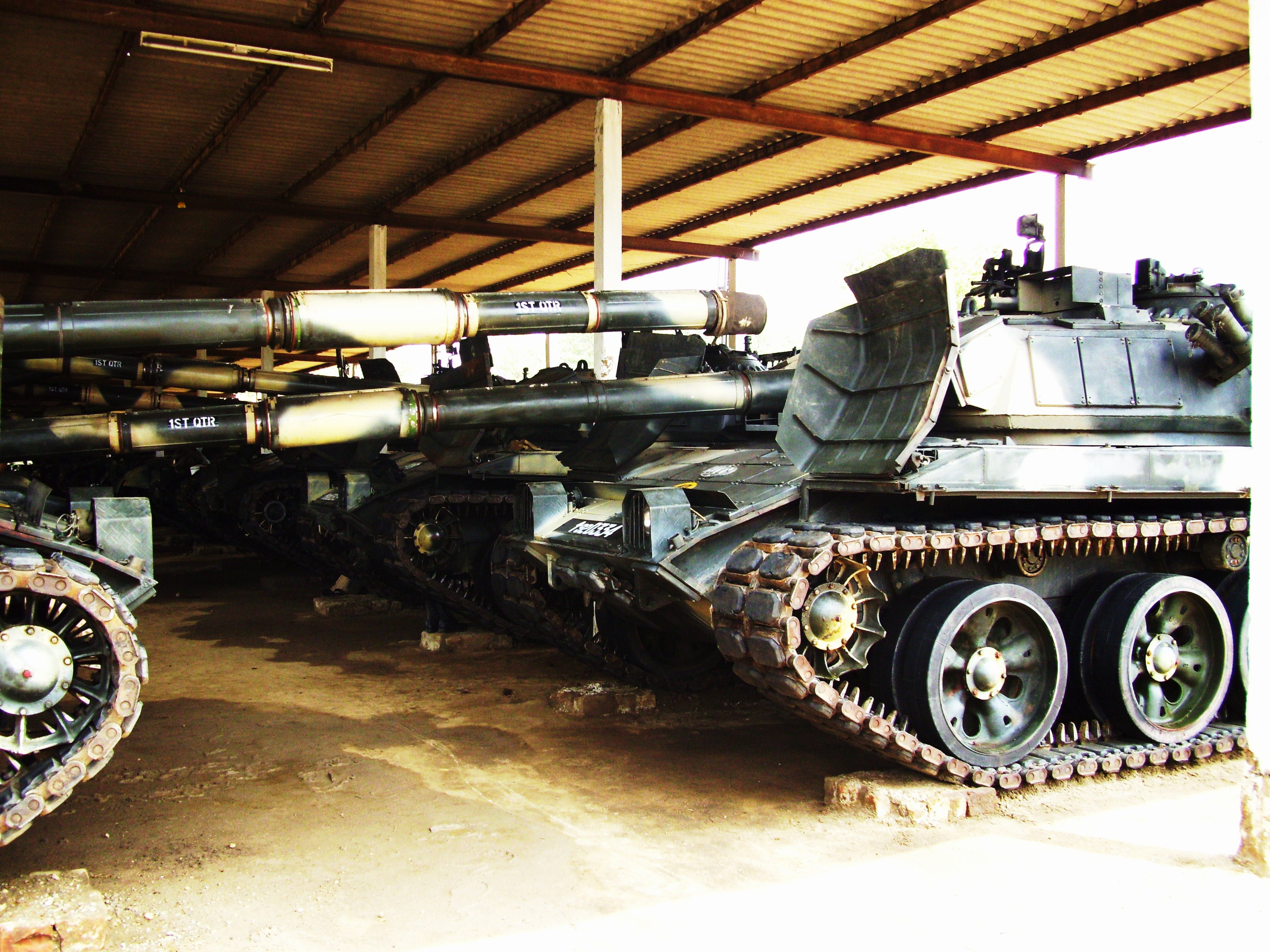
Al-zarrar's em manutenção

O Al Zarrar é resultado de uma cooperação entre Paquistão e China, no desenvolvimento e modernização para o carro de combate médio T-59, uma versão chinesa do T-54 soviético.
Sem grandes recursos e com problemas financeiros para adquirir todas as viaturas blindadas que precisa o Paquistão optou pelo caminho da modernização de seu contingente de tanques, estudando uma solução aplicável ao grande número de tanques Type 59 que o Paquistão tinha adquirido à China nos anos 70.
A principal diferença entre o Al Zarrar e o modelo original que deriva (Type-59) consistiu na substituição da peça principal um canhão de 100mm por outra de 125mm de alma lisa de fabrico chinês e que aparentemente é a mesma que equipa os carros de combate chineses, mas com um carregamento semi-automático. A torre em que a arma está acomodada também tem um perfil diferente chega a ser semelhante à do abrahams. Estão também instalados equipamentos de visão noturna e controle de tiro, como telemetro a laser, que tornam o Al Zarrar um veículo moderno comparado com seus antecessores T-54/Type-59. Além do armamento principal, o Al Zarrar tem instalada duas metralhadora uma calibre 12.7mm e outra coaxial de 7,62 mm. Recentemente, o Al Zarrar foi visto, saindo de fábrica com módulos adicionais de blindagem reativa colocados em cunha na parte frontal da torre do veículo.

## Proteção
Al-Zarrar usa armaduras modulares compostas e blindagem reativa explosiva para dar uma melhor proteção contra mísseis antitanque, minas e outras armas. A LTS paquistanês ATCOP-1 laser sistema de alerta de ameaça é equipado para informar a tripulação do tanque se o tanque é alvejado por uma gama laser-finder ou designado por laser. Lançadores de granadas de fumo são montadas nos lados da torre. Um sistema automático de supressão de incêndio e sistema de supressão de explosão é instalado para melhorar a sobrevivência da tripulação.

## Exportação
Em 21 de outubro de 2008, o chefe do Exército de Bangladesh encontrou seu homólogo paquistanês para discutir um programa de modernização em Bangladesh da sua frota de Type 59. Bangladesh pretende atualizar 300 dos seus Type 59 para o padrão Al-Zarrar no Bangladesh Army 's 902 Heavy Workshop, fazendo com que o país seja o primeiro cliente do Al-Zarrar.